# 奇迹时代
《奇迹时代》（Age of Wonders）是一款回合制的战略游戏，由Triumph Studios 公司制作，于1999年创作出了《奇迹时代1》，随后又创作出了《奇迹时代2巫师王座》和《奇迹时代3暗影魔法》。游戏中共分为12个种族，种族之间可以通过联合或者对立，来把对手打败。
相比于同类游戏，奇迹时代的游戏特色更加鲜明。在游戏内，玩家可以通过移民来创造城镇，并在城镇菜单内进行升级，使城镇等级从村庄升级到大都会。而对城镇等级的判定则是由城镇内人口数量决定的。一个城镇的人口上限为五万人，而移民会减少一点城镇人口。游戏内的军队需要回合训练，而一个区域（一个六边形）内最多有6个单位。军事单位的生命可以通过回合的过去缓缓回复，也可以通过玩家控制的领主释放魔法来回复生命值。                             游戏内领主有不同职业，列如德鲁伊，神官，盗贼，战争大师，技师等等等等。不同职业能力不同，可训练的兵种也不同。虽然游戏内有多种多样的种族，但其特点并不突出，可以说就是外观变了一下。                                                                              游戏方式:可以在一个地图内进行多种族对战，如果一个种阵营的领主被杀，那个阵营便会失败。  有随机地图（第3代，暗影魔法），还可以对领主进行自由的外貌设定。                      游戏内的领主是整个游戏的重要组成部分，他（她）可以释放魔法，率领军队或是在战场上大放异彩。魔法需要回合学习，魔法也多种多样。有在战场上用的，有在主地图上用的，也有建设城镇的。游戏内分有三种地图（3代，暗影魔法），一种是主地图，上面有世界的地形，城镇，以及国界，军队的所在位置等。二种是战场，类似棋盘，双方都有一定的血和行动力，在不同的地形上交战会有不同的战场。三种是在主地图界面时，放大地图，放大到一定程度时便会呈现羊皮卷似的效果，此时不能控制军队和城镇。此外，玩家可以栽树，开垦等来改变地形，使地形更有利于自己的种族（精灵在森林里行动力和在平原里一样，而龙族在火山中会增加士气。）。除此以外，游戏里还能找到《英雄无敌》的影子。

## 后续
该作的续集包括《奇迹时代II：巫师王座》、《奇迹时代：暗影魔法》、《奇迹时代III》和《奇迹时代：行星降临》。